# Hypsilurus magnus
Espèce
Hypsilurus magnus est une espèce de sauriens de la famille des Agamidae.

## Répartition
Cette espèce est endémique de Nouvelle-Guinée occidentale en Indonésie.
Sa présence en Papouasie-Nouvelle-Guinée est incertaine.

## Publication originale
- Manthey & Denzer, 2006 : A revision of the Melanesian-Australian angle head lizards of the genus Hypsilurus (Sauria: Agamidae: Amphibolurinae), with description of four new species and one new subspecies. Hamadryad, vol. 30, no 1/2, p. 1–40.